# 1778
Il 1778 (MDCCLXXVIII in numeri romani) è un anno  del XVIII secolo.

## Eventi
- La Prussia dichiara guerra all'Austria.
- 18 gennaio – James Cook scopre le Isole Sandwich.
- 5 febbraio – La Carolina del Sud è il primo Stato degli Stati Uniti ad approvare gli Articoli della Confederazione.
- 10 luglio – La Francia dichiara guerra alla Gran Bretagna.
- In India, truppe britanniche attaccano i possedimenti francesi.
- A Milano si completa la costruzione del teatro La Scala.
- L'Arcivescovo di Firenze Antonio Martini completa la prima Bibbia in italiano approvata dalla Chiesa Cattolica, tradotta comunque ancora dalla Vulgata latina.

## Nati
Ci sono circa 210 voci su persone nate nel 1778; vedi la pagina Nati nel 1778 per un elenco descrittivo o la categoria Nati nel 1778 per un indice alfabetico.

## Morti

### Gennaio
- 2 gennaio - Giovanni Marchiori, scultore e intagliatore italiano (n. 1696)
- 4 gennaio - Charles Eisen, pittore, incisore e disegnatore francese (n. 1720)
- 8 gennaio - Charles Michel-Ange Challe, pittore, disegnatore e architetto francese (n. 1718)
- 10 gennaio - Linneo, medico, botanico e naturalista svedese (n. 1707)
- 12 gennaio - François Bigot, funzionario francese (n. 1703)
- 13 gennaio - Renato III Borromeo Arese, nobile e naturalista italiano (n. 1710)
- 15 gennaio - Claude-Louis de Saint-Germain, generale e politico francese (n. 1707)
- 17 gennaio - Filippo Gonzaga, militare italiano (n. 1709)
- 22 gennaio - Ferdinando Bonaventura von Harrach, generale e politico austriaco (n. 1708)

### Febbraio
- 4 febbraio - Friedrich Seltendorff, architetto tedesco
- 8 febbraio - Henri-Louis Kain, attore teatrale francese (n. 1729)
- 10 febbraio - Giulio Rucellai, politico italiano (n. 1702)
- 18 febbraio - Joseph Marie Terray, abate e politico francese (n. 1715)
- 20 febbraio - Laura Bassi, fisica italiana (n. 1711)
- 24 febbraio - Cesare D'Arbes, attore teatrale italiano (n. 1710)
- 24 febbraio - Laurent Delvaux, scultore fiammingo (n. 1696)

### Marzo
- 1º marzo - Anton Ludovico Antinori, arcivescovo cattolico, storico e epigrafista italiano (n. 1704)
- 5 marzo - Thomas Arne, compositore britannico (n. 1710)
- 5 marzo - Giovanni Battista Costanzi, compositore e violoncellista italiano (n. 1704)
- 7 marzo - Charles De Geer, entomologo svedese (n. 1720)
- 14 marzo - Francesco Luserna Rorengo di Rorà, arcivescovo cattolico italiano (n. 1732)
- 16 marzo - Jacques-François Carrault, imprenditore francese (n. 1701)
- 27 marzo - Nicolas-Sébastien Adam, scultore francese (n. 1705)
- 29 marzo - Baltazar Adam Krčelić, giurista, storico e teologo croato (n. 1715)

### Aprile
- 3 aprile - Francesco Corselli, compositore italiano (n. 1705)
- 8 aprile - Pieter Teyler van der Hulst, mercante, banchiere e mecenate olandese (n. 1702)
- 13 aprile - Thomas Ludwell Lee, politico statunitense (n. 1730)
- 22 aprile - James Hargreaves, carpentiere e inventore britannico (n. 1720)
- 22 aprile - Ignaz Franz Wörle, organaro austriaco (n. 1710)

### Maggio
- 5 maggio - Scipione Ardoino Alcontres, arcivescovo cattolico italiano (n. 1715)
- 6 maggio - Jean Baptiste Christophore Fusée Aublet, farmacista, botanico e esploratore francese (n. 1720)
- 8 maggio - Lorenz Christoph Mizler, medico, matematico e editore tedesco (n. 1711)
- 11 maggio - William Pitt il Vecchio, politico britannico (n. 1708)
- 15 maggio - Safiye Sultan, principessa ottomana (n. 1696)
- 20 maggio - Gaetano Zompini, pittore e incisore italiano (n. 1700)
- 27 maggio - Giuseppe Pedretti, pittore italiano (n. 1697)
- 28 maggio - George Keith, X conte maresciallo, ufficiale e diplomatico scozzese (n. 1693)
- 30 maggio - Voltaire, filosofo, drammaturgo e storico francese (n. 1694)

### Giugno
- 19 giugno - Francesca Cuzzoni, soprano italiano (n. 1696)
- 24 giugno - Pieter Burman il Giovane, filologo classico olandese (n. 1713)
- 26 giugno - Teresa di Brunswick-Wolfenbüttel, nobile tedesca (n. 1728)
- 26 giugno - Paolo Gerolamo Franzoni, presbitero italiano (n. 1708)

### Luglio
- 1º luglio - Carlo Gagliardi, vescovo cattolico italiano (n. 1710)
- 2 luglio - Jean-Jacques Rousseau, filosofo, scrittore e pedagogista svizzero (n. 1712)
- 3 luglio - James Hay, XV conte di Erroll, nobile scozzese (n. 1726)
- 3 luglio - Anna Maria Pertl, austriaca (n. 1720)
- 4 luglio - Ebenezer Kinnersley, fisico inglese (n. 1711)
- 5 luglio - Antonio Cristoforo Collalto-Mattiuzzi, attore teatrale e commediografo italiano (n. 1717)
- 5 luglio - Amalia d'Este, nobile italiana (n. 1699)
- 10 luglio - Heinrich von Manteuffel, generale prussiano (n. 1696)
- 21 luglio - Christian Moritz von Königsegg-Rothenfels, nobile e militare tedesco (n. 1705)
- 27 luglio - Jean-Baptiste Lemoyne, scultore e pittore francese (n. 1704)
- 29 luglio - Luigi di Salm-Salm, nobile tedesco (n. 1721)

### Agosto
- 4 agosto - Giuseppe Recupero, geologo, storico e vulcanologo italiano (n. 1720)
- 4 agosto - Pierre de Rigaud de Vaudreuil-Cavagnal, funzionario e militare francese (n. 1698)
- 8 agosto - Julie Bondeli, scrittrice e socialite svizzera (n. 1732)
- 11 agosto - Augustus M. Toplady, predicatore e poeta inglese (n. 1740)
- 12 agosto - Peregrine Bertie, III duca di Ancaster e Kesteven, nobile e militare britannico (n. 1714)
- 17 agosto - Carlo Maria Raimondo d'Arenberg, nobile e generale austriaco (n. 1721)
- 20 agosto - Annibale Faussone Scaravelli, nobile italiano (n. 1720)
- 24 agosto - Johannes Ringk, compositore e organista tedesco (n. 1717)

### Settembre
- 1º settembre - Cristina Enrichetta d'Assia-Rheinfels-Rotenburg, principessa tedesca (n. 1717)
- 11 settembre - Johann Sebastian Bach, pittore tedesco (n. 1748)
- 12 settembre - Luigi di Meclemburgo-Schwerin, duca tedesco (n. 1725)
- 16 settembre - Melusina von der Schulenburg, nobile britannica (n. 1693)
- 17 settembre - Michel-Ange Duquesne de Menneville, navigatore e funzionario francese
- 23 settembre - Sigismondo Betti, pittore italiano (n. 1700)
- 23 settembre - Muhammad Jiwa Zainal Adilin II di Kedah, sovrano malese
- 26 settembre - Quirino Gasparini, compositore italiano (n. 1721)
- 27 settembre - Jakob Friedrich Heusinger, filologo classico tedesco (n. 1719)
- 28 settembre - Jean Girardet, pittore francese (n. 1709)

### Ottobre
- 1º ottobre - Gaetano Fantuzzi, cardinale italiano (n. 1708)
- 1º ottobre - Washington Shirley, V conte Ferrers, ammiraglio britannico (n. 1722)
- 11 ottobre - Saliha Sultan, principessa ottomana (n. 1715)
- 22 ottobre - Charles Douglas, III duca di Queensberry, politico scozzese (n. 1698)
- 24 ottobre - Enrico Ernesto II di Stolberg-Wernigerode, nobile tedesco (n. 1716)
- 30 ottobre - Davide Perez, compositore italiano (n. 1711)
- 31 ottobre - John Dyke Acland, ufficiale e politico britannico (n. 1746)
- 31 ottobre - Thomas Cochrane, VIII conte di Dundonald, ufficiale e politico scozzese (n. 1691)

### Novembre
- 8 novembre - Casimira di Anhalt-Dessau, nobile (n. 1749)
- 9 novembre - Giovanni Battista Piranesi, incisore e architetto italiano (n. 1720)
- 12 novembre - Bernardo Caprara, diplomatico italiano (n. 1723)
- 20 novembre - Francesco Cetti, gesuita, zoologo e matematico italiano (n. 1726)

### Dicembre
- 7 dicembre - Joseph Xaupi, abate, scrittore e letterato francese (n. 1688)
- 15 dicembre - Catherine Read, pittrice scozzese (n. 1722)
- 16 dicembre - Luigi Vittorio di Savoia-Carignano, principe (n. 1721)
- 17 dicembre - Carlo Tito di Borbone-Due Sicilie, principe (n. 1775)
- 24 dicembre - Bartolomeo Maria Dal Monte, presbitero italiano (n. 1726)
- 26 dicembre - Pedro de Cevallos, militare spagnolo (n. 1715)
- 26 dicembre - Flaminio Corner, storico italiano (n. 1693)
- 30 dicembre - Costantino d'Assia-Rheinfels-Rotenburg, nobile (n. 1716)
- 31 dicembre - Alvise IV Mocenigo, doge (n. 1701)

### Senza giorno specificato
- Salahuddin Shah di Selangor, sovrano malese
- Joseph Horatio Anderson, architetto statunitense
- Giuseppe Antignati, scultore italiano (n. 1704)
- Giuseppe Baroffio, pittore svizzero (n. 1692)
- Benjamin Church, chirurgo statunitense (n. 1734)
- Gennaro D'Alessandro, compositore e clavicembalista italiano
- Élisabeth Duparc, soprano francese
- François Eisen, pittore e incisore fiammingo
- Konrad Ekhof, attore teatrale tedesco (n. 1720)
- Elia XII, vescovo cristiano orientale siro (n. 1700)
- Giuseppe Galeotti, pittore italiano (n. 1709)
- Brizio Giustiniani, doge (n. 1713)
- Francesco Guidi, arcivescovo cattolico italiano (n. 1694)
- Ignazio Hugford, pittore e restauratore italiano (n. 1703)
- Giorgio IX d'Imerezia, re (n. 1718)
- Thomas Linley, musicista inglese (n. 1756)
- Francesco Majani, attore teatrale italiano (n. 1718)
- Friedrich Heinrich Wilhelm Martini, medico e naturalista tedesco (n. 1729)
- Gaspare Negri, vescovo cattolico e mecenate italiano (n. 1697)
- Georg Andreas Sorge, organista e compositore tedesco (n. 1703)
- Ferdinando Spinola, doge italiano (n. 1692)
- Antonio Vandini, violoncellista e compositore italiano
- Leonardo Vitetti, vescovo cattolico italiano (n. 1703)
- Anton Maria Zanetti, bibliotecario e critico d'arte italiano (n. 1706)
- Pierre le Pelley I, nobile (n. 1736)

## Calendario
| Calendario 1778 | Calendario 1778 | Calendario 1778 | Calendario 1778 | Calendario 1778 | Calendario 1778 | Calendario 1778 | Calendario 1778 | Calendario 1778 | Calendario 1778 | Calendario 1778 | Calendario 1778 | Calendario 1778 | Calendario 1778 | Calendario 1778 | Calendario 1778 | Calendario 1778 | Calendario 1778 | Calendario 1778 | Calendario 1778 | Calendario 1778 | Calendario 1778 | Calendario 1778 | Calendario 1778 | Calendario 1778 | Calendario 1778 | Calendario 1778 | Calendario 1778 | Calendario 1778 | Calendario 1778 | Calendario 1778 | Calendario 1778 | Calendario 1778 |
| --------------- | --------------- | --------------- | --------------- | --------------- | --------------- | --------------- | --------------- | --------------- | --------------- | --------------- | --------------- | --------------- | --------------- | --------------- | --------------- | --------------- | --------------- | --------------- | --------------- | --------------- | --------------- | --------------- | --------------- | --------------- | --------------- | --------------- | --------------- | --------------- | --------------- | --------------- | --------------- | --------------- |
|                 | 1               | 2               | 3               | 4               | 5               | 6               | 7               | 8               | 9               | 10              | 11              | 12              | 13              | 14              | 15              | 16              | 17              | 18              | 19              | 20              | 21              | 22              | 23              | 24              | 25              | 26              | 27              | 28              | 29              | 30              | 31              |                 |
| Gennaio         | Gi              | Ve              | Sa              | Do              | Lu              | Ma              | Me              | Gi              | Ve              | Sa              | Do              | Lu              | Ma              | Me              | Gi              | Ve              | Sa              | Do              | Lu              | Ma              | Me              | Gi              | Ve              | Sa              | Do              | Lu              | Ma              | Me              | Gi              | Ve              | Sa              |                 |
| Febbraio        | Do              | Lu              | Ma              | Me              | Gi              | Ve              | Sa              | Do              | Lu              | Ma              | Me              | Gi              | Ve              | Sa              | Do              | Lu              | Ma              | Me              | Gi              | Ve              | Sa              | Do              | Lu              | Ma              | Me              | Gi              | Ve              | Sa              |                 |                 |                 |                 |
| Marzo           | Do              | Lu              | Ma              | Me              | Gi              | Ve              | Sa              | Do              | Lu              | Ma              | Me              | Gi              | Ve              | Sa              | Do              | Lu              | Ma              | Me              | Gi              | Ve              | Sa              | Do              | Lu              | Ma              | Me              | Gi              | Ve              | Sa              | Do              | Lu              | Ma              |                 |
| Aprile          | Me              | Gi              | Ve              | Sa              | Do              | Lu              | Ma              | Me              | Gi              | Ve              | Sa              | Do              | Lu              | Ma              | Me              | Gi              | Ve              | Sa              | Do              | Lu              | Ma              | Me              | Gi              | Ve              | Sa              | Do              | Lu              | Ma              | Me              | Gi              |                 |                 |
| Maggio          | Ve              | Sa              | Do              | Lu              | Ma              | Me              | Gi              | Ve              | Sa              | Do              | Lu              | Ma              | Me              | Gi              | Ve              | Sa              | Do              | Lu              | Ma              | Me              | Gi              | Ve              | Sa              | Do              | Lu              | Ma              | Me              | Gi              | Ve              | Sa              | Do              |                 |
| Giugno          | Lu              | Ma              | Me              | Gi              | Ve              | Sa              | Do              | Lu              | Ma              | Me              | Gi              | Ve              | Sa              | Do              | Lu              | Ma              | Me              | Gi              | Ve              | Sa              | Do              | Lu              | Ma              | Me              | Gi              | Ve              | Sa              | Do              | Lu              | Ma              |                 |                 |
| Luglio          | Me              | Gi              | Ve              | Sa              | Do              | Lu              | Ma              | Me              | Gi              | Ve              | Sa              | Do              | Lu              | Ma              | Me              | Gi              | Ve              | Sa              | Do              | Lu              | Ma              | Me              | Gi              | Ve              | Sa              | Do              | Lu              | Ma              | Me              | Gi              | Ve              |                 |
| Agosto          | Sa              | Do              | Lu              | Ma              | Me              | Gi              | Ve              | Sa              | Do              | Lu              | Ma              | Me              | Gi              | Ve              | Sa              | Do              | Lu              | Ma              | Me              | Gi              | Ve              | Sa              | Do              | Lu              | Ma              | Me              | Gi              | Ve              | Sa              | Do              | Lu              |                 |
| Settembre       | Ma              | Me              | Gi              | Ve              | Sa              | Do              | Lu              | Ma              | Me              | Gi              | Ve              | Sa              | Do              | Lu              | Ma              | Me              | Gi              | Ve              | Sa              | Do              | Lu              | Ma              | Me              | Gi              | Ve              | Sa              | Do              | Lu              | Ma              | Me              |                 |                 |
| Ottobre         | Gi              | Ve              | Sa              | Do              | Lu              | Ma              | Me              | Gi              | Ve              | Sa              | Do              | Lu              | Ma              | Me              | Gi              | Ve              | Sa              | Do              | Lu              | Ma              | Me              | Gi              | Ve              | Sa              | Do              | Lu              | Ma              | Me              | Gi              | Ve              | Sa              |                 |
| Novembre        | Do              | Lu              | Ma              | Me              | Gi              | Ve              | Sa              | Do              | Lu              | Ma              | Me              | Gi              | Ve              | Sa              | Do              | Lu              | Ma              | Me              | Gi              | Ve              | Sa              | Do              | Lu              | Ma              | Me              | Gi              | Ve              | Sa              | Do              | Lu              |                 |                 |
| Dicembre        | Ma              | Me              | Gi              | Ve              | Sa              | Do              | Lu              | Ma              | Me              | Gi              | Ve              | Sa              | Do              | Lu              | Ma              | Me              | Gi              | Ve              | Sa              | Do              | Lu              | Ma              | Me              | Gi              | Ve              | Sa              | Do              | Lu              | Ma              | Me              | Gi              |                 |